# Adegoke Olubummo
Adegoke Olubummo   (Ido-Osi, 19 d'abril de 1923 - Ido-Osi, 26 d'octubre de 1992) va ser un matemàtic nigerià.

## Vida i obra
Olubummo, fill d'una família reial ioruba, va tenir una cuidada escolarització a escoles metodistes de la seva regió quan encara era colònia britànica. El 1938 va ingressar al Wesley College d'Ibadan, en el qual es va graduar el 1942 i, a continuació va ser professor de diferents escoles de Nigèria, Ghana i Serra Lleona. El 1950 es va matricular al Fourah Bay College de Freetown (Serra Lleona) i l'any següent va anar a Anglaterra, on va fer estudis a la universitat de Durham fins que es va doctorar el 1955 sota la direcció de Werner Rogosinski.
Des de 1955, en retornar a Nigèria, va ser professor de l'University College d'Ibadan (actual universitat d'Ibadan) fins que es va retirar el 1985. En retirar-se va se nomenat degà de ciències de la universitat de l'Estat d'Ondo, càrrec que va mantenir fins a la seva mort el 1992. Juntament amb Txike Obi i James Ezeilo, és considerat com un dels pioners de la recerca matemàtica moderna a Nigèria.
Olubummo va publicar una vintena d'articles científics en el camp de l'anàlisi funcional, especialment sobre espais de Banach, anàlisi harmònica i espais vectorials ordenats. També va ser president de la Societat Matemàtica Nigeriana.